# Formare de cuvinte
În lingvistică, sintagma „formare de cuvinte” denumește principalul mijloc intern de îmbogățire a lexicului limbii, un ansamblu de procedee de creare a unor unități lexicale noi, pe baza unui material lingvistic preexistent în aceasta.
Entitățile bază ale formării de cuvinte provin pe mai multe căi. Unele sunt interne limbii, precum cuvintele moștenite din limba din care a evoluat cea în cauză, și cuvintele create altfel decât prin formare, interjecțiile și onomatopeele. Alte baze sunt împrumuturi lexicale din alte limbi.
În privința naturii bazelor, acestea pot fi radicali ce constituie morfeme libere (cuvinte autonome) sau legate (ce nu pot fi cuvinte autonome), alte părți de cuvinte nefolosite independent sau cuvinte create anterior în limbă prin procedee de formare.
Aceste procedee pot fi grupate în mai multe feluri.
O împărțire în două grupuri este cea în cuvintele formate în mod spontan (marea majoritate) și cele formate în mod conștient, unele prin procedee existente în formarea spontană, altele care implică prescurtări conștiente, de exemplu siglele și acronimele.
Tot două grupuri constituie, pe de o parte, formațiile lexicalizate, care sunt repertoriate în dicționare, și, pe de altă parte, cele nelexicalizate, precum cuvintele compuse ocazionale care se formează în unele limbi, sau majoritatea siglelor și acronimelor. Acestea din urmă nici nu sunt incluse de către unii lingviști în formarea de cuvinte. Tot în al doilea grup intră și prenumele diminutivate prin procedee de formare a cuvintelor.
Altă grupare este după modul de formare:
- adăugarea unui afix, adică derivarea;
- combinarea unor cuvinte autonome sau părți de cuvinte neautonome, adică compunerea;
- reduplicarea;
- modificarea unor cuvinte sau sintagme prin trunchiere sau deformare;
- alte procedee urmate de lexicalizare.

Sunt și formații în care se combină procedee diferite, de exemplu trunchierea cu compunerea, în cuvintele telescopate și în acronime.
Formarea de cuvinte poate fi privită și din perspectiva diacronie (istoria limbii) vs. sincronie (starea la un moment dat a limbii), deoarece unele cuvinte nou formate își înlocuiesc baza, care se învechește și iese din lexic, pe când altele trăiesc în paralel cu baza lor în limba actuală, de regulă în registre de limbă diferite.
Ponderea procedeelor de formare a cuvintelor diferă de la o limbă la alta, dar și în cadrul aceleiași limbi. De pildă, în limba germană, compunerea este mult mai frecventă decât în română, iar cel puțin în limbile amintite aici, derivarea este mult mai importantă decât telescoparea.

## Procedee de formare a cuvintelor

### Derivarea
Derivarea este un procedeu de formare a unor unități lexicale noi prin adăgarea unui afix la o bază. Afixul poate fi un sufix sau un prefix, fiind adăugat de cele mai multe ori fie unul (sufixare), fie altul (prefixare), fie, mai rar, ambele concomitent (derivare parasintetică), de exemplu: zgomotos, desface, împietri.
În limba română, baza este un cuvânt autonom sau un radical legat, dar în alte limbi poate fi și altă entitate. În BCMS, de exemplu, sufixarea este deseori concomitentă cu compunerea unui substantiv cu un radical verbal, ex. staklorezac „geamgiu” < staklo „sticlă” + radicalul verbului rezati „a tăia” + sufixul -ac. În limba maghiară, baza poate fi un cuvânt trunchiat prin apocopă, care se sufixează. Astfel se formează prenume diminutivate (ex. Viki < Viktor), procedeu care s-a aplicat și unor substantive comune, ex. mozi „cinema” < mozgóképszínház „cinematograf” trunchiat în moz- + -i.
În unele lingvistici, precum cea românească sau cea franceză, este inclusă în derivare și cea numită regresivă, care constă în suprimarea unui afix lexical real (ex. fr  accorder „acorda” > accord „acord”) sau a unei părți de cuvânt considerate în mod greșit afix lexical, ex. ro  smochină > smochin . În alte lingvistici, ca cea de limbă engleză sau cea maghiară, acest procedeu este considerat total diferit, fiind de fapt contrar derivării propriu-zise.

### Compunerea
Compunerea constă în formarea de cuvinte noi din două sau mai multe cuvinte existente independent (ex. botgros, floare-de-colț), dintr-un cuvânt și dintr-un element de cuvânt (ex. fr  microonde „microundă”), sau din două asemenea elemente, ex. viticole „viticol”.
În unele limbi sunt și substantive proprii, mai ales nume de întreprinderi, create conștient din cuvinte complete:
hr  Naftaplin < nafta „petrol” + plin „gaz”;
hu  Budataxi < Buda + taxi.

#### Telescoparea
Unii autori, precum Grevisse și Goosse 2007, includ printre cuvintele compuse și pe cele formate prin telescopare, adică prin unirea părții inițiale a unui cuvânt cu partea finală a altuia, în urma trunchierii acestora prin apocopă, respectiv afereză. Astfel sunt:
ro  tembeliziune < tembel + televiziune;
fr  autobus „autobuz” < automobile omnibus;
en  brunch < breakfast „mic dejun” + lunch „prânz”;
hu  csalagút „tunelul Canalului Mânecii” < csatorna „canal” + alagút „tunel”.

#### Sigla și acronimul
În lingvisitica românească se consideră o modalitate specială de compunere formarea siglelor și acronimelor, care sunt cuvinte, spre deosebire de abrevierile folosite numai în scris. Formarea siglelor și acronimelor are loc în urma unei trunchieri a componentelor unei sintagme prin apocopă.
Siglele sunt cuvinte formate din sunetele/literele inițiale ale cuvintelor dintr-o sintagmă. Cele care se pronunță precum cuvintele obișnuite sunt totodată și acronime. Exemple:
ro  C.F.R. < Căile Ferate Române;
en  NATO < North Atlantic Treaty Organization „Organizația Tratatului Atlanticului de Nord”;
hu  MÁV < Magyar Államvasutak „Căile Ferate de Stat Ungare”;
hr  ULUH < Udruženje likovnih umjetnika Hrvatske „Uniunea Artiștilor Plastici din Croația”.
Numai acronime sunt cuvintele formate din părțile inițiale ale cuvintelor dintr-o sintagmă, cel puțin una fiind mai mare de un sunet/literă:
ro  Asirom < ASIgurarea ROMânească;
fr  Ifremer < Institut Français de Recherche pour l’Exploitation de la MER „Institutul Francez pentru Cercetarea și Exploatarea Mării”;
en  ALGOL < ALGOrithmic Language „limbaj algoritmic”;
hu  Malév < MAgyar LÉgiforgalmi Vállalat (literal „întreprinderea ungară de trafic aerian”);
hr  Ina < Industrija NAfte (lit. „industria petrolului”).

### Reduplicarea
Reduplicarea este și un procedeu de formare a cuvintelor, când nu este gramaticală.
Unii lingviști o includ în compunere atunci când constă în:
- dublarea unui cuvânt, ex. fr  cache-cache „jocul de-a (v-ați) ascunselea” (lit. „ascunde-ascunde”)[36];
- combinarea unor entități între care există o mică diferență de formă:
  - cuvinte autonome: ro  calea-valea[37];
  - un cuvânt autonom + unul inexistent ca atare: en  easy-peasy (familiar) „ușor de făcut, floare la ureche”[38];
  - entități inexistente în calitate de cuvinte: hu  ákombákom „scris neciteț, mâzgălitură”[39].

Prin reduplicarea unei silabe se formează și cuvinte simple. Astfel sunt unele diminutive de prenume, ex. Cornel > Corneluș > Luluș, sau unele cuvinte formate de adulți și folosite cu copiii mici, precum fr  dormir „a dormi” > dodo „nani”. Acest procedeu intră și în categoria deformărilor (vezi mai jos).

### Trunchierea
Trunchierea este scurtarea unui cuvânt simplu sau compus, ori a unei sintagme, prin suprimarea unei părți din ele.

#### Trunchierea unui cuvânt

##### Afereza
Această trunchiere constă în eliminarea părții inițiale a unui cuvânt, ex. fr  américain „american” > ricain (registru popular).

##### Sincopa
Termenul „sincopă” denumește omiterea unui segment din interiorul unui cuvânt, ex. hu  győzedelem > győzelem „victorie”.

##### Haplologia
Haplologia este o variantă de sincopă, care constă în eliminarea unuia din sunetele sau grupurile de sunete identice sau asemănătoare care se succed în interiorul unui cuvânt, ex. fr  tragico-comédie > tragi-comédie.

##### Apocopa
Această trunchiere constă în omiterea unui segment de la sfârșitul unui cuvânt, ex. fr  cinématographe > cinéma.
Un tip aparte de apocopă este și derivarea regresivă (vezi mai sus).

### Trunchierea unei sintagme sau a unui cuvânt compus
Aceste două entități își corespund de multe ori de la o limbă la alta, prima având o frencvență mai mare în unele limbi (de exemplu în română), cealaltă fiind mai frecventă în altele, precum în maghiară. Trunchierea lor este cel puțin parțial condiționată contextual.
Unele trunchieri de sintagme s-au impus în cursul istoriei limbilor. Exemple:
la  iecur ficatum „ficat de animal hrănit cu smochine” > ro  ficat, fr  foie;
ro  pătlăgea roșie > roșie, roșii, pătlăgea vânătă > vânătă, vinete;
hu  napkelet > kelet „est, orient”.
Alte trunchieri de sintagme sunt total contextuale. De exemplu, desemnarea partidului comunist (fr  le Parti communiste) numai prin partidul (le Parti) era datorată contextului social-politic. Unele reduceri de sintagme sunt condiționate de contextul situațional. Este vorba de omiterea unor precizări după ce au fost făcute o dată. De exemplu, după ce s-a spus fr  Le jardinier du chateau est venu me voir „A venit la mine grădinarul de la castel”, în partea de context următoare se va spune numai le jardinier „grădinarul”.

### Formarea de cuvinte din cuvinte trunchiate
Cuvintele rezultate prin trunchiere pot trăi mai departe cu forma lor, ca toate exemplele de mai sus, dar unele se pot schimba.
De pildă, unele diminutive ale prenumelor se formează în unele limbi prin simplă apocopă, ex. fr  Édouard → Ed, Stéphane → Steph. Într-o limbă ca maghiara, însă, se adaugă cel mai adesea un sufix diminutival la cuvântul astfel abreviat: Ferenc „Francisc” → Feri sau Ferkó, Teréz „Tereza” → Teri sau Terka. Astfel se formează diminutive și din substantive comune. Unele sunt numai în registrul de limbă familiar (ex. óvoda „grădiniță” → ovi „grădi”), dar altele mai vechi nu mai sunt simțite ca diminutive și au înlocuit cuvântul bază, ex. mozgóképszínház „cinematograf” > mozi „cinema”.
În registrul popular al limbii franceze de asemenea, uneori se adaugă la cuvântul supus apocopei un -o, fără să fie vorba de diminutivare, ex. apéritif „aperitiv” → apéro.
Uneori, două cuvinte trunchiate formează împreună un cuvânt nou, de pildă un cuvânt telescopat, procedeu considerat și un tip special de compunere (vezi mai sus). În limba engleză, de exemplu, din motor + hotel s-a obținut motel.
Tot în urma trunchierii, anume prin apocopă, are loc și formarea siglelor și acronimelor.

### Deformarea
Unele cuvinte sunt rezultatul deformării unora preexistente. Unele deformări sunt accidentale, altele sunt voite.

#### Etimologia populară
Etimologia populară este un fenomen de deformare accidentală, prin care vorbitorul modifică un cuvânt sau un grup de cuvinte necunoscut pentru el (de obicei recent intrat în limbă), sub influența altui cuvânt sau grup de la care crede că provine, din cauza unei asemănări de formă, de sens sau a altei asocieri, ex. ro  locui, după loc vs. lăcui, formă veche din hu  lakni.
Alt tip de etimologie populară afectează sintagme în care se reinterpretează limita dintre cuvintele componente. Astfel, în limba engleză, adder, numele comun al unor specii de șerpi, provine din forma din engleza veche naddre, prin reinterpretarea limitei dintre cuvinte în sintagma cu articol nehotărât: a naddre > an adder.

#### Deformări voite
În lingvistica franceză se ia în considerare și deformarea voită a unor cuvinte bază ca procedeu de formare a unor cuvinte noi, dintre care numai unele ajung în dicționare.
Unele deformări sunt făcute din glumă. Cuvintele respective nu se lexicalizează, ex. hu  agronómus „agronom” > ugrómókus literal „veveriță săritoare”.
Alte deformări sunt eufemismistice, precum Diable ! „Drace!” > Diantre !
Sunt și deformări argotice la origine, care au intrat ulterior în registrul popular, apoi în cel familiar. Sunt realizate prin:
- înlocuirea părții finale a cuvântului: fromage „brânză” > frometon;
- trunchierea prin apocopă și completarea cu -o: apéritif „băutură aperitivă” > apéro;
- deformarea după regulile unor limbaje secrete:
  - largonji (înlocuirea primei consoane cu l și plasarea ei la sfârșitul cuvântului): fou „nebun” > louf;
  - verlan (inversarea părților inițială și finală a cuvântului): pourri „putred, corupt” > ripou;
  - javanais (introducerea în cuvinte a unei anumite silabe, deseori av): gros „gras” > gravos.

### Alte procedee

#### Lexicalizarea de nume proprii
Unele nume proprii devin nume comune prin antonomaza de tip metonimic și pot fi complet lexicalizate, pierzând orice legătură cu numele proprii originare. De exemplu, un vorbitor oarecare al limbii franceze poate să nu știe că renard „vulpoi” este la origine numele propriu Renart al vulpoiului personaj al Romanului lui Renart din Evul Mediu, care a înlocuit substantivul goupil „vulpoi” din franceza veche.
Este și cazul a numeroase obiecte și produse al căror nume comun provine din nume proprii de persoane, toponime sau denumiri comerciale:
ro  drujbă – numele uzual al ferăstrăului cu lanț, de la denumirea comercială ru  Družba „prietenie”, marca primelor asemenea ferăstraie intrate în România, fabricate în URSS;
fr  poubelle „pubelă” – de la numele lui Eugène René Poubelle (1831-1907), prefect al Parisului, care a introdus obiectul în uz;
camembert – de la toponimul Camembert, localitate unde se produce brânza respectivă;
en , fr  jersey – numele unei țesături, de la cel al insulei Jersey;
sandwich „sandvici” – de la numele celui de-al IV-lea lord de Sandwich, presupusul inventator al produsului.
hu  zserbó – prăjitură numită după numele de familie Gerbeaud, al unui cofetar elvețian stabilit la Budapesta.

#### Lexicalizarea de succesiuni de morfeme
Unele cuvinte noi se formează din succesiuni de morfeme, lexicale și gramaticale.
De exemplu, în franceză, cuvântul lendemain „a doua zi” este rezultatul unor lexicalizări succesive a unor astfel de combinații: la  prepoziția de + mane > fr  demain „mâine”; prepoziția en „în” + demain > endemain „a doua zi”, cu articol hotărât, l’endemain „a doua zi” > în limba actuală, cu articol hotărât, le lendemain.
În maghiară există relativ numeroase astfel de lexicalizări, de pildă:
- substantiv + sufix: fehérje „proteină” (lit. „albul său”), adică substantiv + sufix posesiv de persoana a III-a singular;
- verb la o formă personală, deci cu desinență: tessék „poftim”, forma de imperativ-conjunctiv a verbului tetszik „place”, deci cu sensul inițial „să-ți/să vă placă”;
- succesiune de mai mult de două morfeme: mehetnékje (radicalul verbului megy „merge” + sufixul potențial -het + sufixul de mod condițional -né- + desinența de persoana I singular -k > mehetnék „aș merge” + sufixul posesiv de persoana a III-a singular -je), în expresia mehetnékje van „are dor de ducă”.

#### Diferențierea semantică de variante fonetice
În lingvistica maghiară se ia în seamă ca procedeu de formare a cuvintelor și diferențierea semantică a variantelor fonetice ale unor cuvinte. De exemplu, cuvântul szarv „corn” avea varianta szaru, ambele însemnând inițial „1. materia unghiilor, penelor, solzilor etc.; 2. formațiune din asemenea materie pe capul unor mamifere”. În limba actuală, sensul celor două variante este diferit: szaru s-a specializat în sensul 1, iar szarv în sensul 2. Alte asemenea formațiuni sunt:
bozótos „cu tufărișuri” ~ bozontos „vâlvoi” (despre păr);
csekély „puțin, -ă, neimportant, -ă” ~ sekély „puțin adânc, -ă” (despre apă);
gomb „nasture” ~ gömb „glob, sferă”;
lobog „flutură” ~ lebeg „plutește” (în aer);
nevel „educă” ~ növel „face să crească”.

#### Creații fără bază morfem
Există și rare cuvinte formate conștient, în mod artificial, fără să aibă la bază vreun morfem, de exemplu denumirea comercială Kodak. De asemenea, sigla SOS este doar transcrierea unui semnal de alarmă în codul Morse, adoptat pentru ușurința cu care poate fi emis și interpretat. În franceză sunt și unele refrene de cântece fără sens: Tra deri dera; Lon lon laire; La faridondaine, lafaridondon etc. Astfel de refrene sunt și în maghiară: Ladi-ladi-lom, Tillárom haj etc.